# Robb Stauber
Robert Thomas "Robb" Stauber, född 25 november 1967, är en amerikansk före detta professionell ishockeymålvakt som tillbringade fem säsonger i den nordamerikanska ishockeyligan National Hockey League (NHL), där han spelade för Los Angeles Kings och Buffalo Sabres. Han släppte in i genomsnitt 3,81 mål per match och höll nollan en gång på 62 grundspelsmatcher.
Stauber spelade också för New Haven Nighthawks, Rochester Americans, Portland Pirates och Hartford Wolf Pack i American Hockey League (AHL); Phoenix Roadrunners och Manitoba Moose i International Hockey League (IHL); Jacksonville Barracudas i Southern Professional Hockey League (SPHL) samt Minnesota Golden Gophers i National Collegiate Athletic Association (NCAA).
Han draftades av Los Angeles Kings i sjätte rundan i 1986 års draft som 107:e spelare totalt.
Efter spelarkarriären har han fortsatt arbetat inom ishockeyn och har varit assisterande tränare och målvaktstränare för sitt gamla lag Minnesota Golden Gophers och både assisterande tränare och tränare för USA:s damlandslag i ishockey.
Han är far till Jaxson Stauber.